# 迪利級護航驅逐艦
迪利級護航驅逐艦是一款服役於美國海軍的遠洋護航驅逐艦，同時也是美國於二戰後首款建造的護航驅逐艦。
相較於在二戰期間建造的前級，迪利級尺寸更大動力更強，並配備雙聯裝的2門雙聯裝3吋50倍徑火炮，並配有反潛火箭和深水炸彈發射器。後來在升級中移除了深水炸彈及反潛火箭，並新增火箭助飛魚雷發射器以及具備核打擊能力的反潛火箭發射器。迪利級還在艦首安裝一具大型SQS-23聲納。此外，該級艦還能搭載QH-50無人反潛直升機並放置於機庫之中，主要掛載MK 44和Mk 46型魚雷。然而由於1950年代的無人機及直升機技術尚未成熟，因此可靠性極差。

1970年代後，隨著更新型的諾克斯級巡防艦逐漸服役，迪利級隨之被取代並退役，除少量艦艇在退役後轉售他國，其餘皆報廢拆解。

## 發展
1940年代末，美國海軍制定了一項需求以取代PC-461級獵潛艦，並能執行沿海護航與巡邏等任務。由於既有的潛艇獵殺艦尺寸過小，無法搭載足夠的反潛武器與感測設備，速度也無法追擊新型潛艇，因此新艦規格需要與驅逐護航艦同等。而由於此時韓戰快要爆發，因此低成本並能大量部署成為該項目的首要條件。而1950年時，海軍的需求改為建造遠洋護航驅逐艦，並希望其規格為滿載時航速至少25節（46每小時；29英里每小時），並可在12節（22每小時；14英里每小時）航速下巡航6,000海里（11,000；6,900英里）。武器方面則計畫安裝前射型反潛武器，最初預定採用 Mk 17刺蝟反潛迫擊炮。。而最終的計畫產物為SCB 72，或稱DE-1006級，並在之後命名為迪利級。

原型艦迪利號於1952財政年度通過並開始建造，1953與1954年各建造2艘，1955年增加至8艘。然而，由於每艘成本達1,200萬美元，已經嚴重超出最初的預算，因此僅建造13艘，並改為建造以迪利級為基礎的閹割版本克勞德·瓊斯級。然而迪利級的設計影響了歐洲，並誕生了挪威皇家海軍的奧斯陸級護航艦以及葡萄牙海軍的佩雷拉·達·席爾瓦海軍上將級護航艦。

### 現代化
除迪利號、克倫威爾號及寇特妮號外，其餘艦艇皆於1960年代進行升級，包括拆除艦尾的炮塔改為增設QH-50無人反潛直升機的機庫及甲板，以及將SQS-4聲納改為SQS-23聲納。而未接受改裝的三艘艦船則加裝可變深度聲納。在服役末期則將其餘的反潛武器拆除，改為增設能發射Mk 44型魚雷和Mk 46型魚雷的Mk 32型水面船艦魚雷管。

## 同級艦
| 艦名              | 舷號    | 造船廠                   | 置放龍骨   | 下水       | 服役       | 退役       | 命運                                                                                    |
| 迪利號            | DE-1006 | 巴斯鋼鐵廠               | 1952-12-15 | 1953-11-08 | 1954-06-03 | 1972-07-28 | 移交至烏拉圭並改名成七月十八日大道號 (DE-3)                                             |
| 克倫威爾號        | DE-1014 | 巴斯鋼鐵廠               | 1953-08-03 | 1954-06-04 | 1954-11-24 | 1972-07-05 | 於1973年6月15日拆解                                                                     |
| 漢默伯格號        | DE-1015 | 巴斯鋼鐵廠               | 1953-11-12 | 1954-08-20 | 1955-03-02 | 1973-12-14 | 於1974年６月15日拆解                                                                    |
| 寇特妮號          | DE-1021 | 迪福造船公司             | 1954-09-02 | 1955-11-02 | 1956-09-24 | 1973-12-14 | 於1974年６月17日拆解                                                                    |
| 萊斯特號          | DE-1022 | 迪福造船公司             | 1954-09-02 | 1956-01-05 | 1957-06-14 | 1973-12-14 | 於1974年６月18日拆解                                                                    |
| 埃文斯號          | DE-1023 | 普吉特海灣橋樑和挖掘公司 | 1955-04-08 | 1955-09-14 | 1957-06-14 | 1973-12-12 | 於1974年8月16日拆解                                                                     |
| 布里吉德號        | DE-1024 | 普吉特海灣橋樑和挖掘公司 | 1955-09-19 | 1956-04-25 | 1957-10-24 | 1973-12-12 | 出售拆解                                                                                |
| 鮑爾號            | DE-1025 | 伯利恆造船公司           | 1955-12-01 | 1957-06-04 | 1957-11-21 | 1973-12-03 | 於1974年8月22日出售拆解                                                                 |
| 胡珀號            | DE-1026 | 伯利恆造船公司           | 1956-01-04 | 1957-08-01 | 1958-03-18 | 1973-06-06 | 出售拆解                                                                                |
| 約翰·威利斯號     | DE-1027 | 紐約造船廠               | 1955-07-05 | 1956-02-04 | 1957-02-21 | 1972-07-14 | 於1973年5月8日拆解                                                                      |
| 范·沃里斯號       | DE-1028 | 紐約造船廠               | 1955-08-22 | 1956-07-28 | 1957-04-22 | 1972-07-01 | 於1973年6月15日拆解                                                                     |
| 赫特利號          | DE-1029 | 紐約造船廠               | 1955-10-31 | 1956-11-24 | 1957-06-26 | 1972-07-08 | 出售至哥倫比亞海軍並改名為博亞卡號(DE-16)，後於1994年退役，並預計進行整修後成為博物館船 |
| 約瑟夫·K·陶西格號 | DE-1030 | 紐約造船廠               | 1956-01-03 | 1957-01-03 | 1957-09-10 | 1972-07-01 | 於1973年6月15日拆解                                                                     |

## 補充
1. ↑  由於Mk 17刺猬反潛迫擊炮在建造前遭取消，除迪利號採用枪乌贼反潛系統（英语：Squid (weapon)）外，其餘艦艇則裝備RUR-4 Weapon Alpha 反潛火箭（英语：RUR-4 Weapon Alpha）
2. ↑  降低成本
3. ↑  致敬在二戰中犧牲並榮獲榮譽勳章的塞繆爾·大衛·迪利（英语：Samuel David Dealey）中校，迪利中校作為貓鯊級潛艇李氏鮻號（英语：USS Harder (SS-257)）的艦長，在作戰中伴隨其潛艦沉沒於太平洋
4. ↑  致敬在二戰中犧牲並榮獲榮譽勳章的約翰·P·克倫威爾（英语：John P. Cromwell）上校，克倫威爾上校作為重牙鯛級潛艦（英语：Sargo-class submarine）杜父魚號（英语：USS Sculpin (SS-191)）的艦長，在作戰中伴隨其潛艦沉沒於楚克群島
5. ↑  致敬在二戰中犧牲並榮獲榮譽勳章的美國海軍潛水員（英语：Navy diver (United States Navy)）法蘭西斯·P·漢默伯格中士
6. ↑  致敬在二戰中犧牲並榮獲榮譽勳章的美國海軍陸戰隊小亨利·A·寇特妮（英语：Henry A. Courtney Jr.）少校
7. ↑  致敬在二戰中犧牲並榮獲榮譽勳章的醫療兵弗雷德·福克納·萊斯特（英语：Fred Faulkner Lester）上等兵
8. ↑  致敬在二戰中犧牲並榮獲榮譽勳章的歐內斯特·E·埃文斯中校，埃文斯中校作為弗萊徹級驅逐艦約翰斯頓號的艦長，在作戰中伴隨其驅逐艦沉沒於薩馬島附近的菲律賓海
9. ↑  致敬在二戰中在巴丹半島戰役成為戰俘，並於運送至日本的過程中，在菲律賓奧隆阿波外海遭美軍攻擊而隨俘虜船一起沈沒於大海的法蘭西斯‧約瑟夫‧布里吉德(英語：Francis Joseph Bridge)上校
10. ↑  致敬在二戰中犧牲並榮獲榮譽勳章的美國海軍陸戰隊哈洛德·W·鮑爾（英语：Harold W. Bauer）中校
11. ↑  致敬美國海軍無線電之父斯坦福·考德維爾·胡珀（英语：Stanford Caldwell Hooper）少將
12. ↑  致敬在二戰中犧牲並榮獲榮譽勳章的醫療兵約翰·哈倫·威利斯（英语：John Harlan Willis）上士
13. ↑  致敬在二戰中犧牲並榮獲榮譽勳章的海軍飛行員布魯斯·范·沃里斯（英语：Bruce Van Voorhis）中校
14. ↑  致敬亨利·赫特利（英语：Henry Hartley）少將
15. ↑  致敬約瑟夫·陶西格（英语：Joseph Taussig）中將

## 外部連結
- Dealey-class ocean escorts at Destroyer History Foundation